# Transformation de Nielsen
En mathématiques, et notamment dans le domaine de l'algèbre, les transformations de Nielsen sont un outil important dans la théorie combinatoire des groupes. Ce sont certains automorphismes d'un groupe libre et elles sont très utiles dans l'étude des groupes libres. Elles portent le nom du mathématicien danois Jakob Nielsen, qui les a introduites en 1921 pour prouver que tout sous-groupe d'un groupe libre est libre (le théorème de Nielsen-Schreier), et elles sont maintenant utilisées dans une variété de domaines mathématiques.

## Définition
Soit {\displaystyle G} un groupe et soit {\displaystyle (g_{1},\ldots ,g_{n})} un {\displaystyle n}-uplet d'éléments de {\displaystyle G}. Une transformation de Nielsen élémentaire est une substitution de l'un des trois types suivants :
- remplacement de {\displaystyle g_{i}} par {\displaystyle g_{i}^{-1}} pour un {\displaystyle i\in \left\{1,\ldots ,n\right\}} ;
- échange de {\displaystyle g_{i}} et {\displaystyle g_{j}} pour deux {\displaystyle i\not =j\in \left\{1,\ldots ,n\right\}} ;
- remplacement de {\displaystyle g_{i}} par {\displaystyle g_{i}g_{j}} pour deux {\displaystyle i\not =j\in \left\{1,\ldots ,n\right\}}.

Une transformation de Nielsen est une suite finie de transformations de Nielsen élémentaires. Deux uplets sont dits Nielsen-équivalents s'ils résultent l'un de l'autre par une transformation de Nielsen.

## Applications

### Systèmes générateurs de groupes libres
Soit {\displaystyle F_{n}} le groupe libre à {\displaystyle n} générateurs {\displaystyle x_{1},\ldots ,x_{n}}. Alors tout ensemble minimal de générateurs a {\displaystyle n} éléments, et un {\displaystyle n}-uplet est générateur si et seulement s'il est Nielsen-équivalent à {\displaystyle (x_{1},\ldots ,x_{n})},.

### Systèmes générateurs de groupes fondamentaux
Soit {\displaystyle \pi _{1}S_{g}=\langle a_{1},b_{1},\ldots ,a_{g},b_{g}\mid \Pi _{i=1}^{g}\left[a_{i},b_{i}\right]=1\rangle } le groupe fondamental d'une surface de genre {\displaystyle g}. Alors tout système de générateurs minimal a {\displaystyle 2g} éléments et un {\displaystyle 2g}-uplet est générateur si et seulement s'il est Nielsen-équivalent à {\displaystyle (a_{1},b_{1},\ldots ,a_{g},b_{g})}.

### Théorème de Nielsen-Schreier
Nielsen donne, dans son article de 1921, une preuve combinatoire directe du fait que tout sous-groupe de type fini d'un groupe libre est libre. L'article montre que tout ensemble générateur fini d'un sous-groupe d'un groupe libre est Nielsen-équivalent à un ensemble générateur réduit de Nielsen, et qu'un ensemble générateur réduit de Nielsen est une base libre pour le sous-groupe, donc que le sous-groupe est libre.

### Groupes d'automorphismes
Nielsen montre que les automorphismes définis par les transformations élémentaires de Nielsen engendrent tout le groupe d'automorphismes d'un groupe libre de type fini. Nielsen, et plus tard Bernhard Neumann, ont utilisé ces idées pour donner des présentations finies des groupes d'automorphismes des groupes libres.

### Problème de mots
Un cas particulièrement simple du problème du mot pour les groupes et du problème de l'isomorphisme pour les groupes est de savoir si un groupe de présentation fini est trivial. Ce problème est connu pour être intraitable en général, même s'il existe une suite finie de transformations de Tietze élémentaires amenant la présentation à la présentation triviale si et seulement si le groupe est trivial. Un cas particulier est celui dit des « présentations équilibrées », qui sont des présentations finies avec un nombre égal de générateurs et de relateurs. Pour ces groupes, il existe une conjecture selon laquelle les transformations requises sont beaucoup plus simples (en particulier, elles n'impliquent pas l'ajout ou la suppression de relateurs). Si l'on permet de prendre les relateurs de n'importe quel ensemble Nielsen-équivalent et de conjuguer les relateurs, alors on obtient une relation d'équivalence sur les sous-ensembles ordonnés des relateurs d'un groupe finiment présenté. La conjecture  d'Andrews-Curtis est que les relateurs de toute présentation équilibrée du groupe trivial sont équivalents à un ensemble de relateurs triviaux, où chaque générateur est l'élément d'identité.
Les transformations de Nielsen permettent de résoudre le problème du mot généralisé pour les groupes libres, aussi connu sous le nom de problème d'appartenance aux sous-groupes donnés par les ensembles finis de générateurs.

### Problème d'isomorphisme
Un cas particulier important du problème d'isomorphisme pour les groupes (en) concerne les groupes fondamentaux des nœuds tridimensionnels, qui peuvent être résolus à l'aide de transformations de Nielsen et d'une méthode d'Alexander.